# 横島 (広島県福山市)
横島（よこしま）は、瀬戸内海にある島。

## 地理

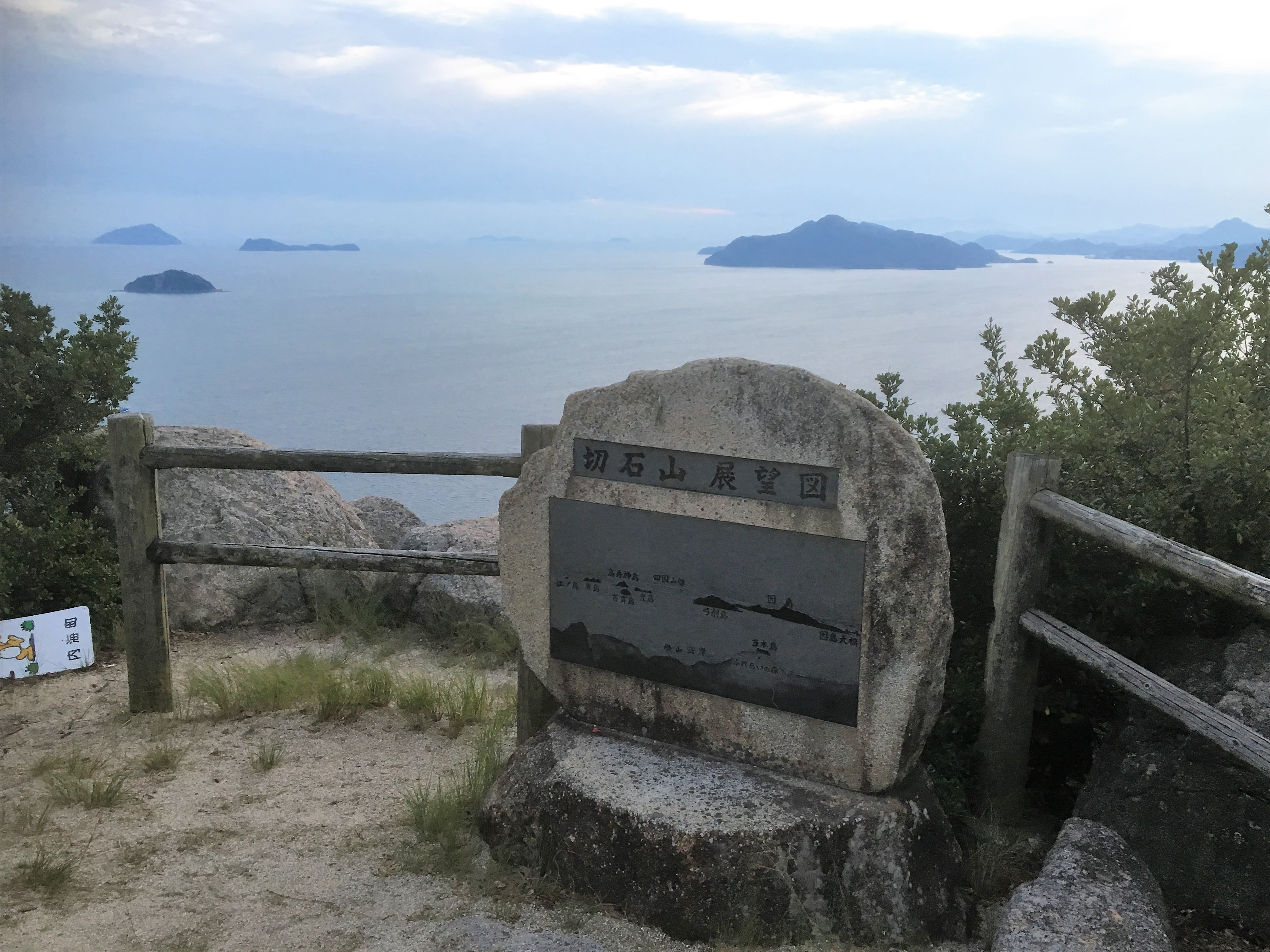
横島の王城切石山公園の石切山山頂展望台

備後灘に浮かぶ備後群島を構成する有人島。本州福山市沼隈半島の南約0.5kmに位置する。東隣が田島で、2つの島は魚がキスをしているような姿をしている。2島は睦橋、そして田島と本州は内海大橋で結ばれている。北側が百島になる。
面積4.06km2（2015年現在）。気候は瀬戸内海式気候。ほぼ山で平野部は狭い。
集落は島の北東部に一つ。福山市が公開するハザードマップでは大規模な津波が到達した場合最大で2-3m浸水被害が発生するとしている。同じくハザードマップでは異常降雨により土石流が発生する可能性があるとして注意を促している。
人口は2015年現在で約1,100人。教育機関としては福山市立内海小学校があるものの、少子高齢化は進んでいる。就労者のほとんどは漁業と、建設業や対岸の沼隈半島を拠点としている常石造船関係の製造業に従事している。
横田港はこの島の港にあたる。教育機関は内海小があるが、中学校は隣の田島にある。

## 歴史

### 近世まで
島には弥生時代以前の遺跡はなく、古墳時代の遺跡・遺物包含層が数か所存在する。これらは島の北東部つまり集落付近に集中しているのも特徴である。
横島と田島の間は元々繋がっており一つの島であったが、年代は不明だが航路確保のため開削したと伝わる。
島の中央には、横山城跡という中世の郭が存在する。また西音寺には室町時代中期（15世紀）に作られた木造阿弥陀如来立像があり、これは県の重要文化財に指定されている。横島八幡神社が建立されたのは天正8年（1580年）のこと。
漁業が盛んになったのは近世江戸時代からである。そして対岸の田島とともに船大工・網作りが発達し、そこから鯨網職人が生まれ西海捕鯨へ進出していった。更に隣の「田島浦」が藩の脇港に指定されると北前船などの西廻海運が入るようになり交易港として栄えるようになり、交易品として網が取引された。

### 近代以降
廃藩置県後の行政区分は福山県・深津県・小田県・岡山県となり、明治9年（1876年）現在の広島県となった。そして「横島村」として村制施行した。
近代以降は半農半漁の島として栄えていく。明治40年（1907年）頃から田島漁民と共にマニラ湾へ漁業移民するものが出ている（広島県人の移民）。
昭和26年（1951年）睦橋が完成し田島と繋がり、これが機運となり昭和30年（1955年）田島村と合併し内海町として町制施行した。平成元年（1989年）内海大橋完成により本州と陸続きとなり、平成15年（2003年）内海町は福山市に編入された。
島の南西部、大浜海岸ドルフィンビーチ付近に旧日本陸軍の石油備蓄基地の遺構がある。これは元々大日本帝国陸軍岩国陸軍燃料廠横島出張所で昭和16年（1941年）着工した石油タンク11基から成った。無傷で終戦を迎えたが戦後アメリカ軍が接収し朝鮮戦争時には貯油施設として用いられ、昭和33年（1958年）丸善石油（現コスモ石油）に払い下げられたものの、オイルショックにより昭和50年（1975年）閉鎖された。その敷地一帯を常石造船が買い取りLPG基地を整備しようとしたが地元住民による反対運動により頓挫した。石油タンク自体は撤去されたが、その周囲を取り囲むコンクリート製の防護壁はそのまま残された。その後、常石グループによって「ドルフィンビーチ」という名称で海水浴場として整備された。2015年には現在はシーパーク大浜としてリニューアルされた。
現代に入り島外への人口流出が顕著となる。内海大橋が完成した際には地域活性化に繋がるとして期待されたものの、人口の減少は止まらなかった。平成22年（2010年）から本格的な地元活性化に取り組み、例えば移住希望者のために空き家を活用したり島外から漁師研修生を受け入れたりしている。

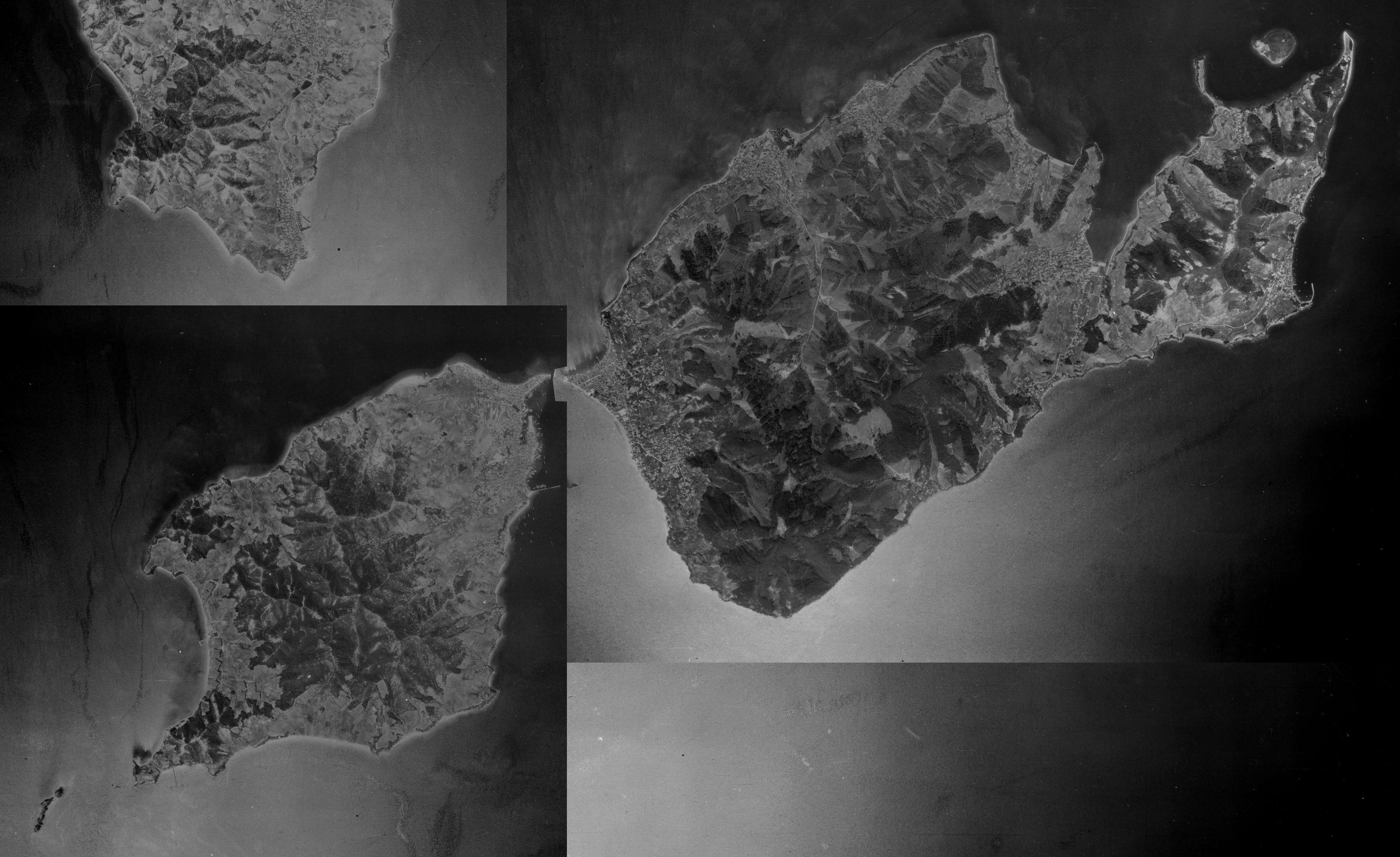
1947年アメリカ軍撮影。
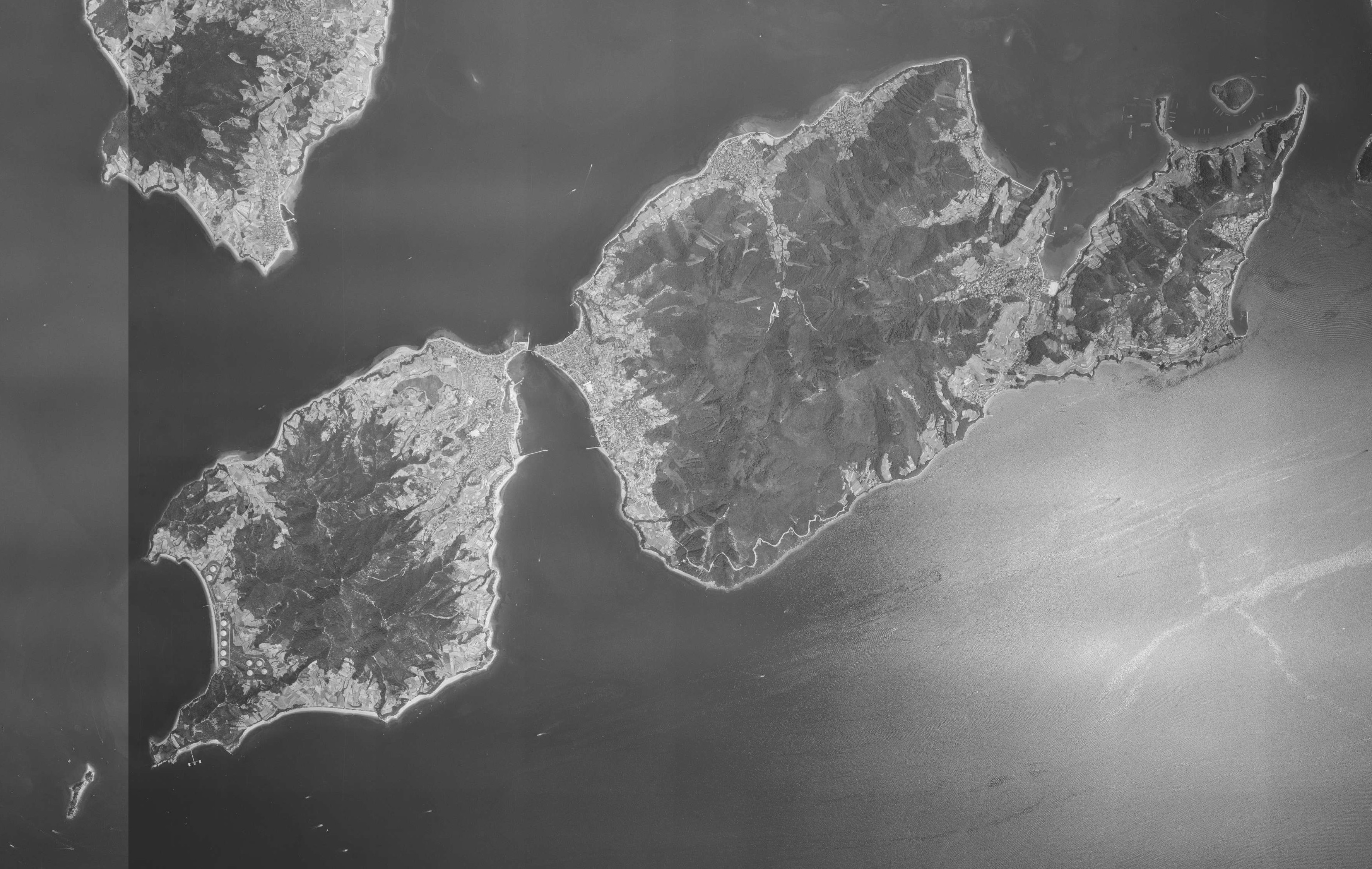
1964年
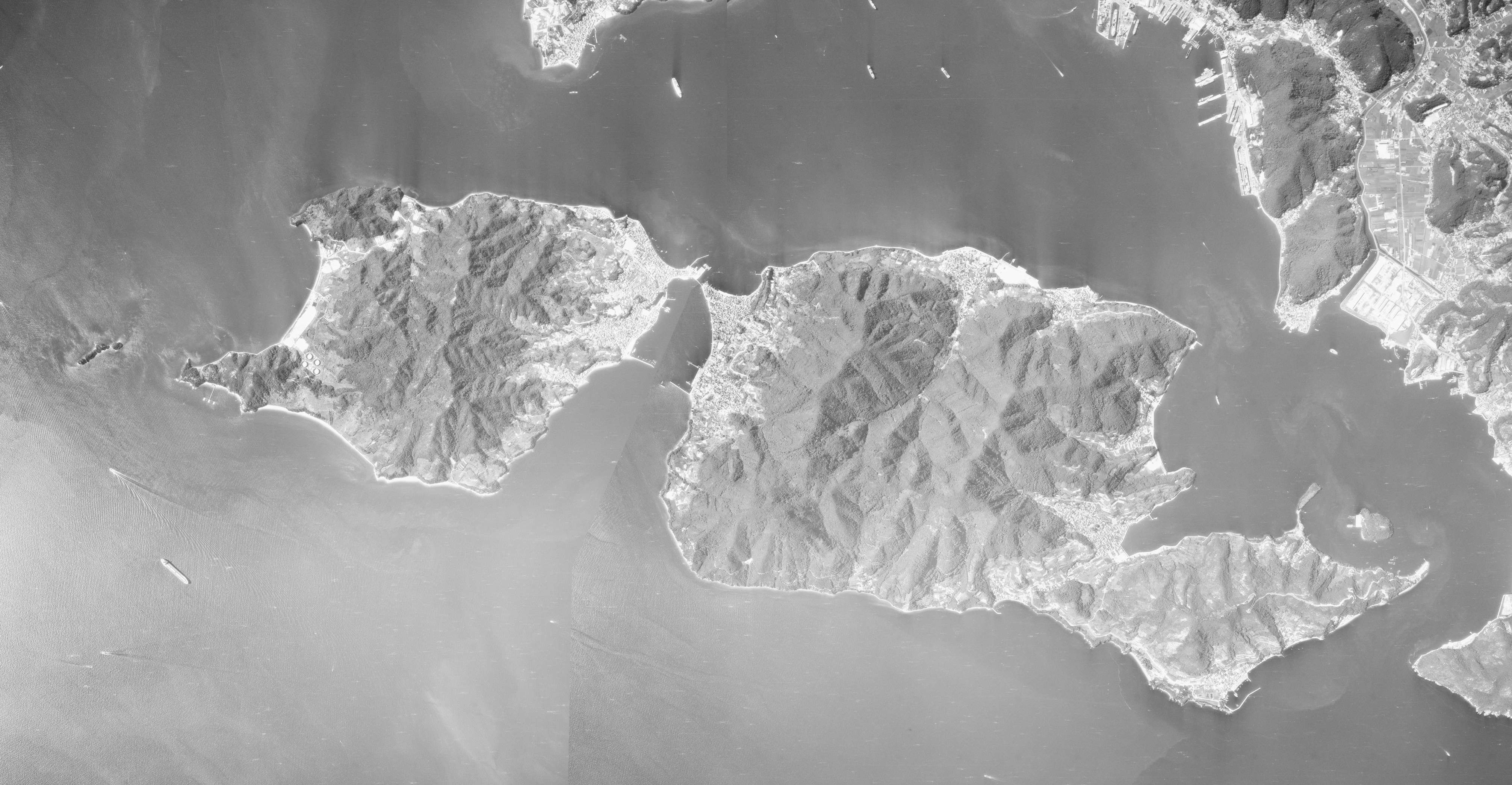
1977年
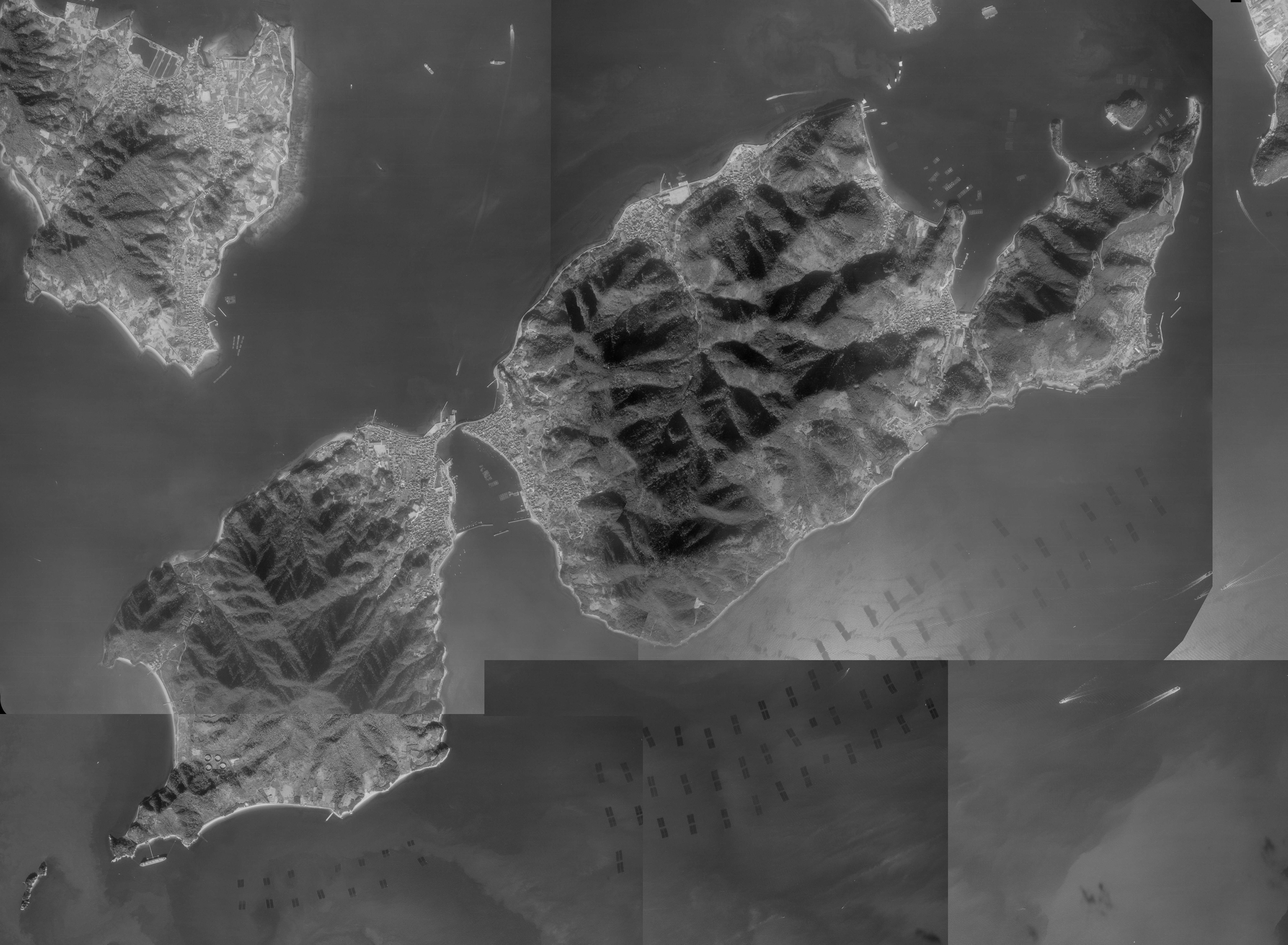
1986年
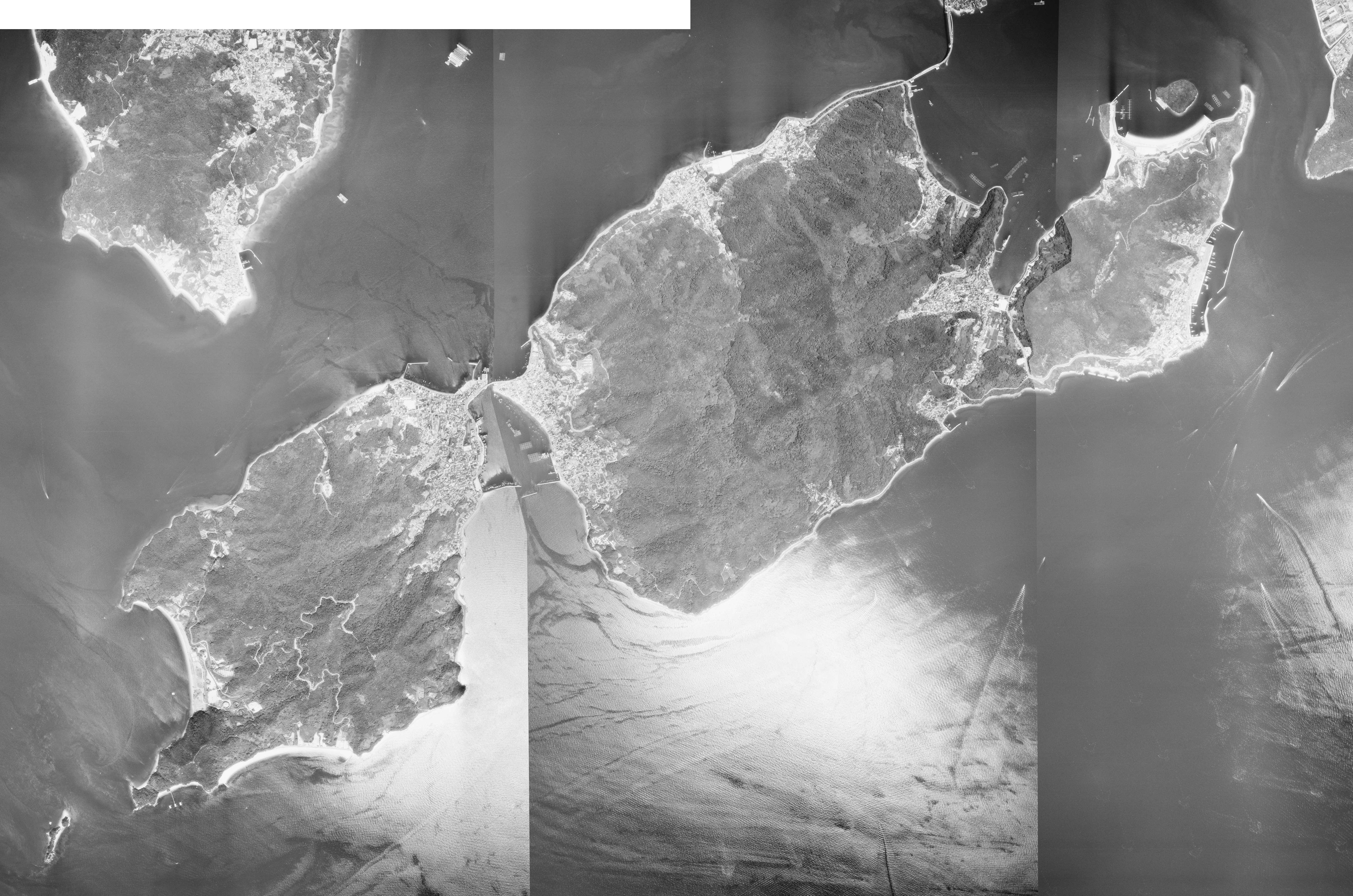
1999年

## 交通
本州とは睦橋・内海大橋で繋がっているため車で来島できる。逆に橋でつながったためフェリー航路は廃止された。
公共交通の場合、内海大橋・睦橋を経由して横島と福山駅または松永駅を結ぶトモテツバスを利用することで来島できる。

## 参考資料
- 武田尚子「受苦圏の認知と地域社会―広島県内海町のLPG基地建設反対運動の事例から―」『ソシオロジスト』第9巻、武蔵社会学会、2007年、167-194頁、2016年3月11日閲覧。